# USS Atlanta (SSN-712)
Za druga plovila z istim imenom glejte USS Atlanta.
USS Atlanta (SSN-712) je jedrska jurišna podmornica razreda los angeles.